# Alampalayam
Alampalayam es una ciudad y nagar Panchayat situada en el distrito de Namakkal en el estado de Tamil Nadu (India). Su población es de 20286 habitantes (2011). Se encuentra a 51 km de Namakkal y a 4 km de Erode.

## Demografía
Según el censo de 2011 la población de Alampalayam era de 20286 habitantes, de los cuales 10264 eran hombres y 10022 eran mujeres. Alampalayam tiene una tasa media de alfabetización del 75,25%, inferior a la media estatal del 80,09%: la alfabetización masculina es del 82,22%, y la alfabetización femenina del 68,07%.